# Recopa Sudamericana 2012
Dvacátý první ročník Recopa Sudamericana byl odehrán ve dnech 22. srpna a 26. září 2012. Ve vzájemném zápase se střetli vítěz Poháru osvoboditelů v ročníku 2011 – Santos FC a vítěz Supercopa Sudamericana v témže ročníku – Club Universidad de Chile.

## 1. zápas
| 22. srpna 2012 |        |           |                                                                                     |
| Universidad    | 0 : 0  | Santos FC | Estadio Nacional de Chile, Santiago de Chile diváci: 35.000 rozhodčí: Néstor Pitana |
|                | report |           | Estadio Nacional de Chile, Santiago de Chile diváci: 35.000 rozhodčí: Néstor Pitana |

## 2. zápas
| 26. září 2012          |        |             |                                                                        |
| Santos FC              | 2 : 0  | Universidad | Estádio do Pacaembu, São Paulo diváci: 24.000 rozhodčí: Martín Vázquez |
| Neymar 27' Rodrigo 60' | report |             | Estádio do Pacaembu, São Paulo diváci: 24.000 rozhodčí: Martín Vázquez |

## Vítěz
| Recopa Sudamericana 2012 Santos FC (1. vítězství) |